# Бенедикт, Рут
Рут Бе́недикт (урождённая Рут Фу́лтон, англ. Ruth Benedict, 5 июня 1887, Нью-Йорк — 17 сентября 1948, Нью-Йорк) — американский антрополог, представитель этнопсихологического направления в американской антропологии. Профессор Колумбийского университета (1946).

## Биография
Родилась 5 июня 1887 года в Нью-Йорке. Её отец хирург Фредерик С. Фултон умер, когда Рут не было ещё и двух лет. Беатрис Шаттук, мать девочки, тяжело переживала смерть мужа. Беатрис несколько пренебрегала старшей дочерью в пользу младшей — Марджери. В школе у Рут была обнаружена частичная глухота.
В 1905 году Рут поступила в престижный колледж Вассара, который окончила в 1909 году получением степени бакалавра гуманитарных наук. В колледже специализировалась в области английской литературы, но продолжать карьеру в этом направлении не стала. В 1914 году из боязни остаться в одиночестве вышла замуж за молодого биохимика Стэнли Бенедикта.
В 1917 году во время эксперимента Стэнли отравился газом, и для восстановления здоровья семья перебралась в летний дом в Нью-Гэмпшире. Изучение культурной антропологии Рут начала в 1919 году, посещая лекции Элси Клюс Парсонс и Александра Гольденвейзера в Новой школе социальных исследований. В то же время, узнав о своём бесплодии, она решила заняться наукой.
В 1921 году Рут поступила в Колумбийский университет, где её научным руководителем стал крупнейший американский антрополог Франц Боас, которого она, как и некоторые другие его ученики, называла «папа Франц». В 1923 году Рут Бенедикт получила степень доктора философии, защитив диссертацию на тему «Представление о духах-оберегах в Северной Америке».
В это время началась её дружба с исследователями Эдуардом Сэпиром и Маргарет Мид, с которой она, видимо, имела романтические отношения и даже убедила её поменять специализацию с психологии на антропологию.
Муж Рут Стэнли был против карьеры жены. Кроме того, из-за своего замужества Рут не получала за свою деятельность в Колумбийском университете жалования, так как считалось, что её содержит муж. В 1930 году их брак распался, Рут получила должность доцента при Боасе. В 1936 году Стэнли Бенедикт скончался.
В 1934 году Рут возглавила отделение антропологии Колумбийского университета. В 1941 году стала членом-основателем Института межкультурных исследований. В это же время Службой военной информации США ей было поручено провести анализ японской культуры. Результатом стала работа «Хризантема и меч», которая получила большую известность, но была резко раскритикована.
В 1943 году Рут Бенедикт в соавторстве с Джейн Велтфиш выпустили брошюру «Расы человечества» (The Races of Mankind) сопровожденную карикатурами Эда Рейнхардта. Памфлет был направлен против расовых стереотипов, однако был запрещен для использования в армии США (для которой он предназначался). Члены Конгресса спорили с заявлением брошюры о равенстве рас, а в наличии пупка на изображениях Адама и Евы усмотрели доказательство наличия «коммунистической пропаганды». Однако подобная критика способствовала огромному интересу к брошюре.
В 1945 году ей поступило предложение на работу в Германии, но она отказалась из-за проблем со здоровьем.
В 1946 году Рут получила грант в 100 000 долларов на сравнительное исследование 7 различных культур. После предварительной подготовки Рут собиралась поехать в Восточную Европу для проверки достоверности своих заключений, но 17 сентября 1948 года умерла от сердечного приступа.

## Научная деятельность
Принимала участие в экспедициях по изучению североамериканских племён: серрано (1922), зуньи (1924), кочити (1925) и пима (1926). Основой её собственного метода стал поиск различий в культурах (изоморфизм культур), выраженный в своеобразии обычаев и поведения.
В 1934 году вышла её книга «Модели культуры» (Patterns of Culture). Книга переведена на 14 языков и преподаётся в американских университетах как классический труд по культурной антропологии. Именно в этом труде Рут Бенедикт развила новую теоретическую схему изучения культур. В основе такого исследования лежит концепция «моделей культуры», направленная на выявление присущего каждой культуре единства — центрального стрежня, общей темы культуры, определяющей конфигурацию всех её элементов. Этот центральный момент Бенедикт называет этосом культуры. По Бенедикт, природа отдельного человека столь пластична, что общество «лепит» из него нечто самоподобное.
На этой же концепции основывается и работа «Хризантема и меч» (The Chrysanthemum and the Sword), изданная в 1946 году. Здесь основной целью автора было выявление этоса японской культуры. Кроме того, из-за принципиальной невозможности изучать японскую культуру изнутри (книга была написана во время Второй мировой войны, где США противостояла Япония), Рут Бенедикт был предложен и теоретически обоснован метод изучения культуры на расстоянии: исследований исторических трудов, мемуаров путешественников, художественной литературы, философии и религии, пропагандистских и политических материалов. Книга получила большую известность, в том числе в самой Японии, а позднее в Китае в период обострения японо-китайских отношений. Использованный Бенедикт метод подвергается жёсткой критике.

## Основные труды
Полный список работ смотрите здесь: .
- Patterns of Culture. — Boston-New York: Houghton, Mifflin and Company, 1934. — 260 p.
- Race: Science and Politics. — New York: Modern Age Books, 1940. — 274 p.
- The Races of Mankind (в соавторстве с Gene Weltfish) // Public Affairs Pamphlet. — No. 85. — New York: Public Affairs Committee, Inc., 1943.
- The Chrysanthemum and the Sword, Palterns of Japanese Culture. — Boston: Houghton, Mifflin Company, 1946. — 324 p.

## Переводы

### На русский язык
- Бенедикт Р. Психологические типы в культурах Юго-Запада США // Антология исследований культуры. — М.: Университетская книга, 1997. — Т. 1.
- Бенедикт Р. [yanko.lib.ru/books/cultur/benedict-chrysanthemum_and_sword=a.htm Хризантема и меч: Модели японской культуры] / Пер. с англ. М. Н. Корнилова, Е. М. Лазаревой и В. Г. Николаева. — М.: Российская политическая энциклопедия (РОССПЭН), 2004. — 256 с. — ISBN 5-8243-0490-4.
- Бенедикт Р. Хризантема и меч. Модели японской культуры. — М.: Наука, 2007. — 360 с.